# Albert Joseph Moore

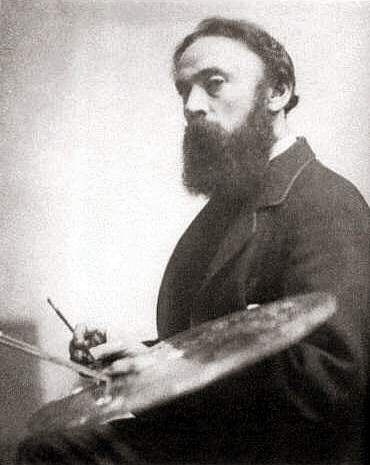
Albert Joseph Moore (1841–1893)

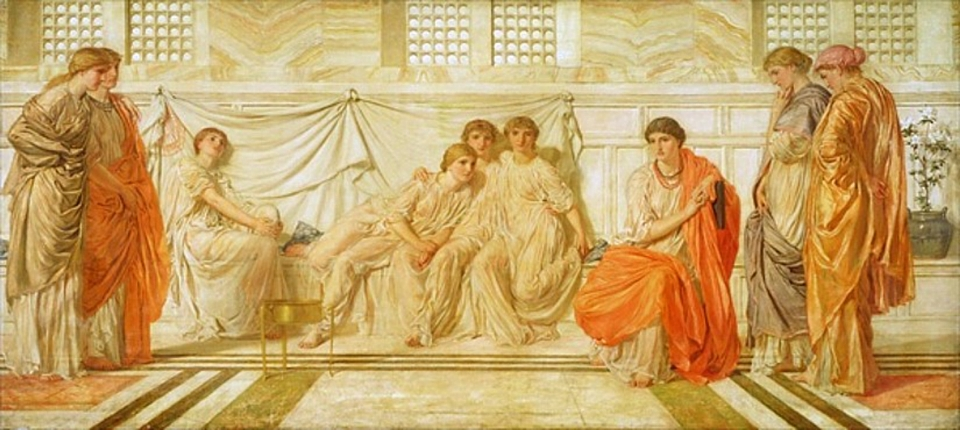
Albert Joseph Moore: The Shulamite (1864)

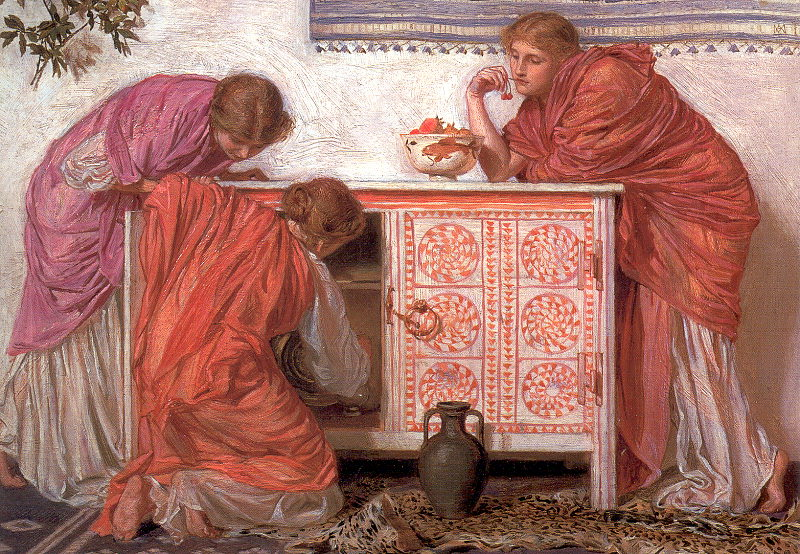
Albert Joseph Moore: Pomegranates (1866)

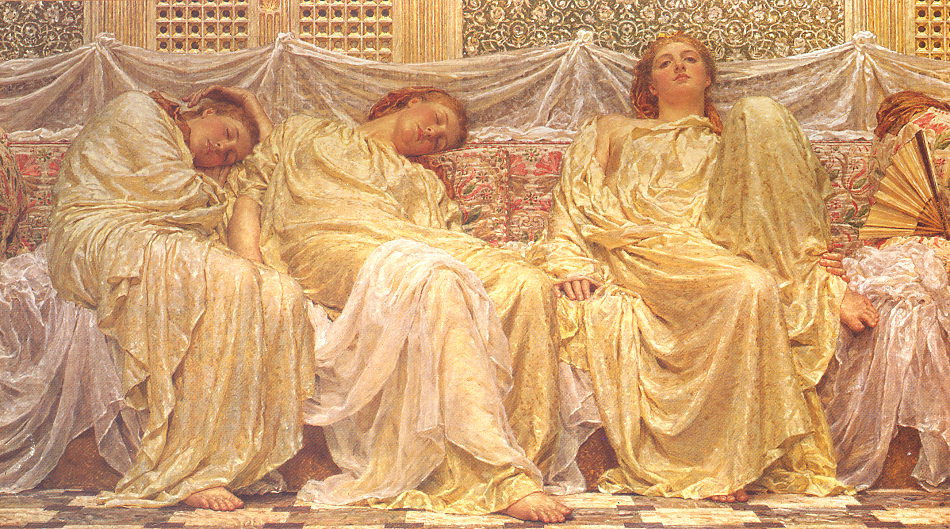
Albert Joseph Moore: Dreamers (1882)

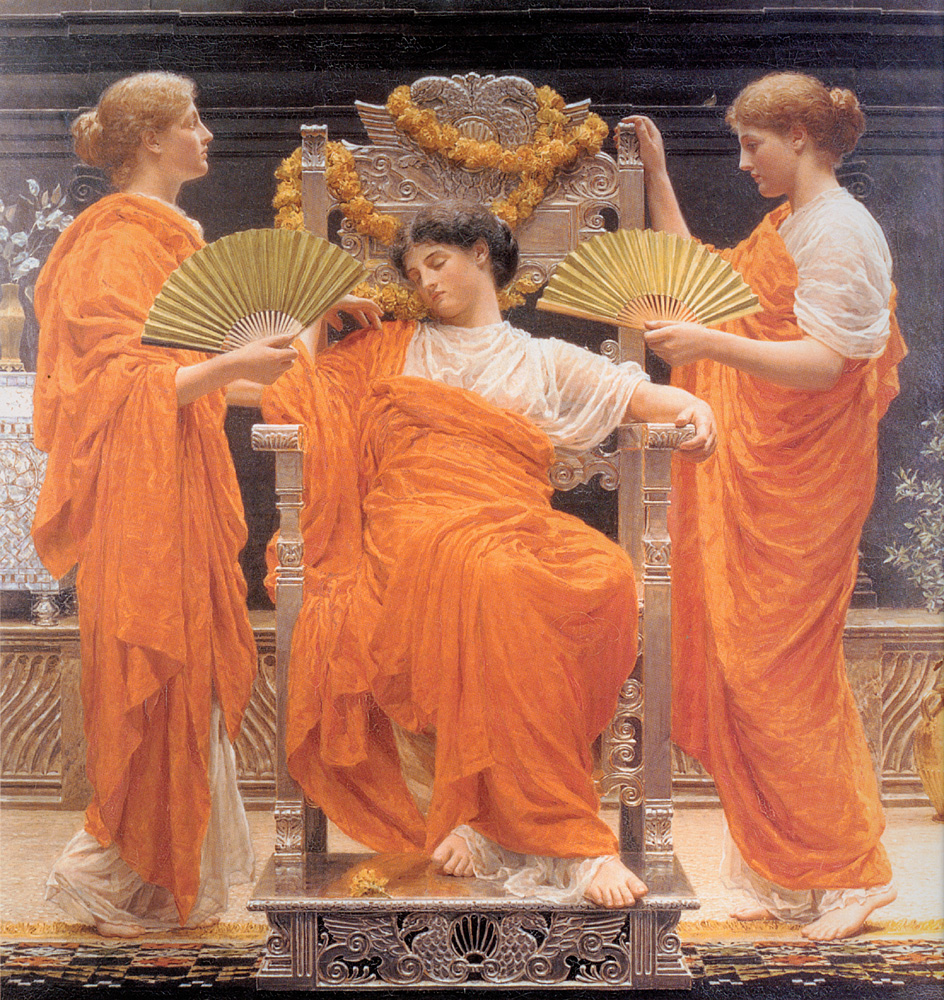
Albert Joseph Moore: Midsummer (1887)

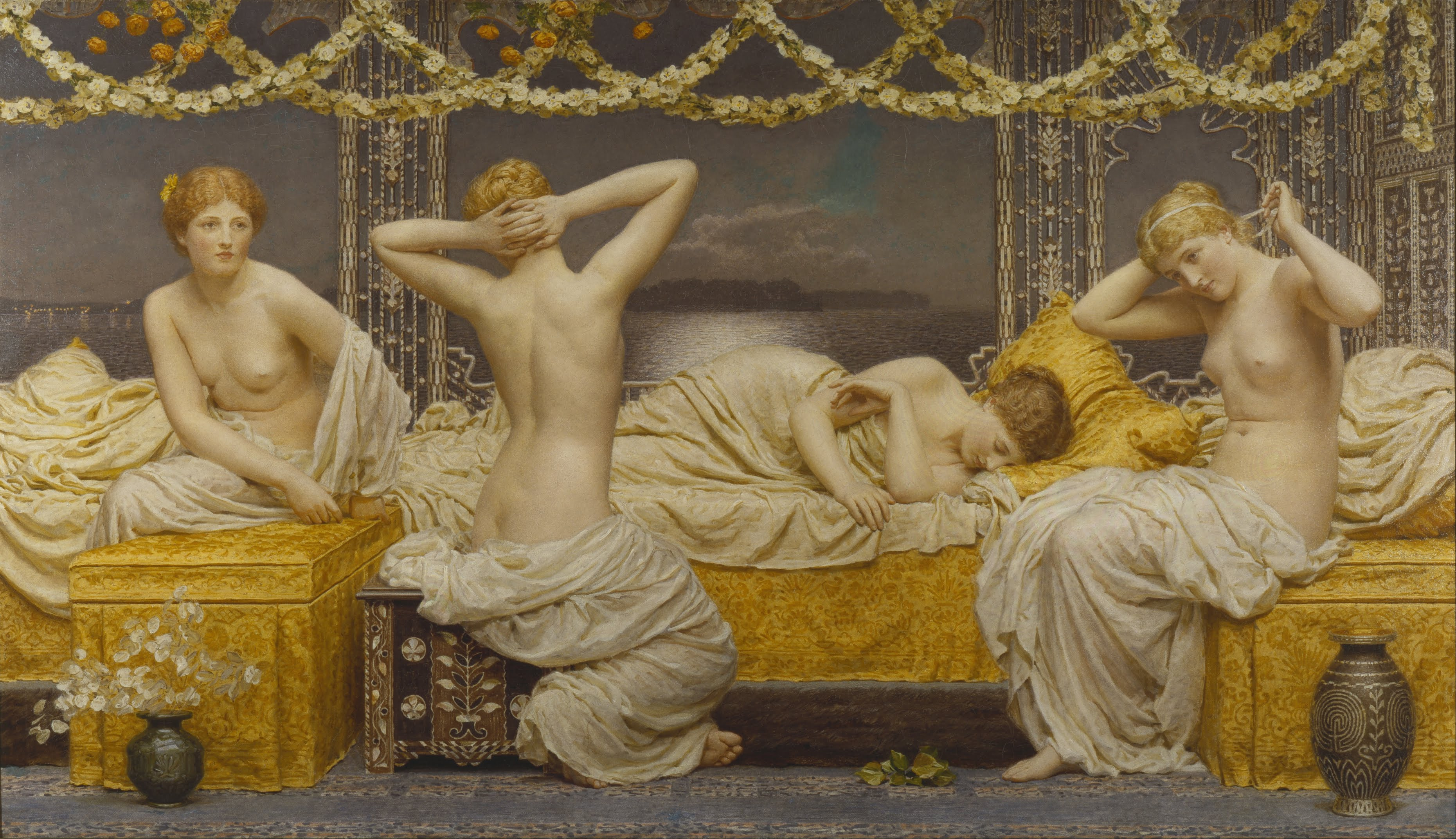
Albert Joseph Moore: A Summer Night (1890)

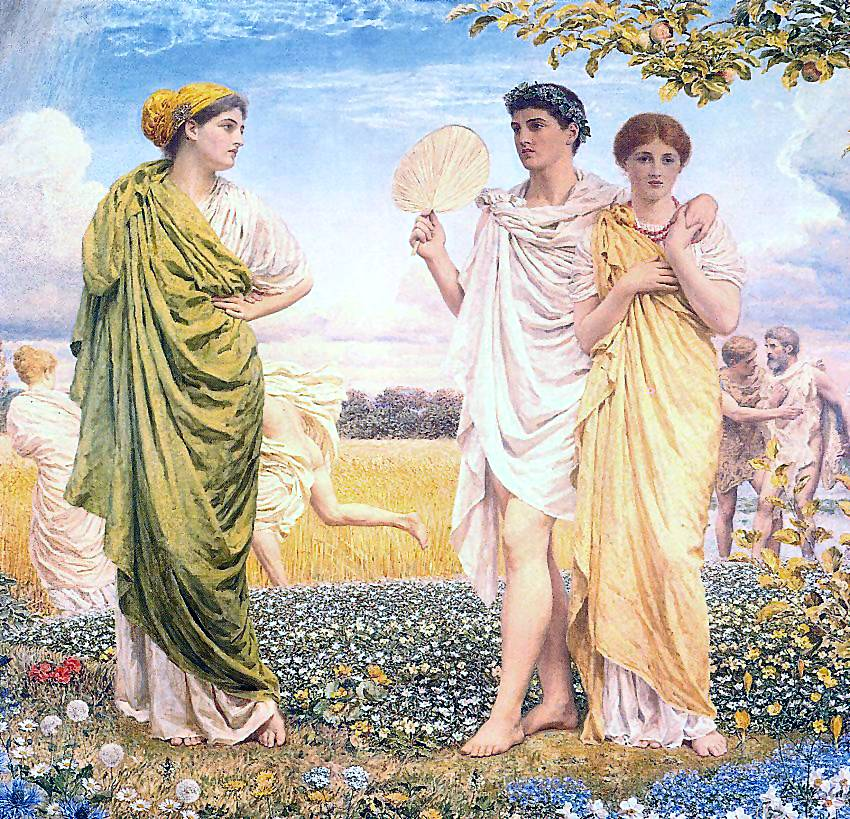
Albert Joseph Moore: The Loves of the Winds and the Seasons (1893)

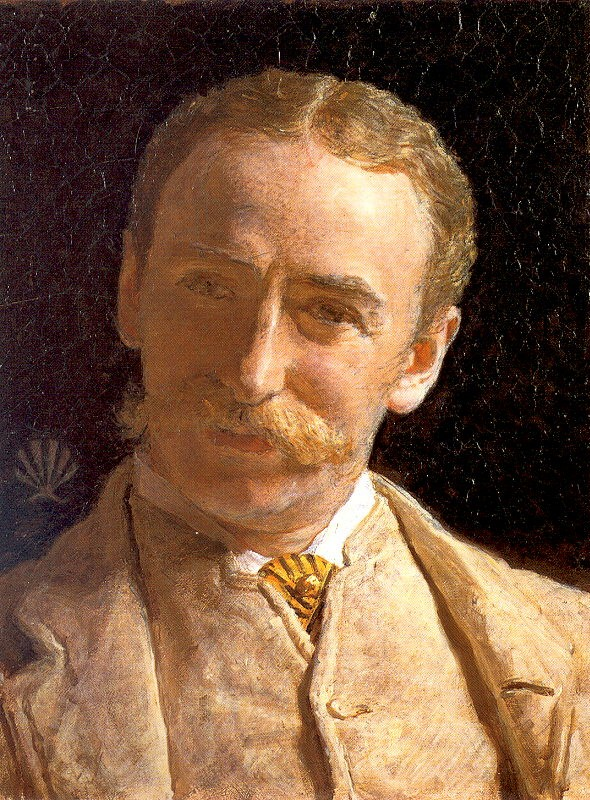
Albert Joseph Moore: William Connal, Esq Jr, of Solsgirth (1883)

Albert Joseph Moore (* 4. September 1841 in York; † 25. September 1893 in London) war ein englischer Maler des späten 19. Jahrhunderts und wichtiger Vertreter der Akademischen Kunst und des Ästhetizismus. Moore wurde bekannt durch seine Darstellung von Frauenfiguren in antikisierender Umgebung.

## Leben
Moore war das jüngste von vierzehn Kindern des Künstlers William Moore, der in der ersten Hälfte des 19. Jahrhunderts einen beachtlichen Ruf im Norden von England als Maler von Porträts und Landschaften genoss. Bereits in seiner Kindheit zeigte Moore eine große Zuneigung zur Kunst und entschloss sich früh, ermutigt durch seinen Vater und seine Geschwister, eine Künstlerlaufbahn einzuschlagen. Vier seiner Brüder, darunter John Collingham Moore und Henry Moore, wurden später ebenfalls Künstler. Henry Moore war als Marinemaler sehr geschätzt.
Seine erste ausgestellten Werke waren zwei Zeichnungen, die 1857 an der Royal Academy of Arts gezeigt wurden. Ein Jahr später schrieb er sich an den Royal Academy Schools als Student ein, aber nach wenigen Monaten beschloss er, freischaffend zu arbeiten. In den folgenden Jahren schuf Moore zahlreiche Gemälde und Zeichnungen und war auf einigen Ausstellungen vertreten. 1859 reiste er gemeinsam mit dem Architekten William Eden Nesfield, ein Sohn von William Andrews Nesfield, nach Frankreich. Zwischen 1858 und 1870 betätigte er sich auch als Dekorations- und Kirchenmaler. 1863 schuf er eine Reihe von Wanddekorationen in Combe Abbey, 1865 und 1866 die Wandgemälde The Last Supper und The Feeding of the Five Thousand in der Kirche St Alban in Rochdale und 1868 das Temperapanel A Greek Play für das Proszenium des Queen’s Theatre in Long Acre.
Ende 1862 reiste Moore zusammen mit seinem Bruder John Collingham für fünf Monate nach Rom und vollendete dort zu Beginn des Jahres 1863 mit Elijah’s Sacrifice sein erstes großes Leinwandgemälde. Es wurde zwei Jahre später an der Royal Academy ausgestellt. 1865 lernten sich Moore und James McNeill Whistler kennen und wurden Freunde. In dieser Zeit traf er auch auf Frederic Leighton. 1866 zeigte die Academy mit The Shulamite relating the Glories of King Solomon to her Maidens ein noch größeres Bild von Moore. Ebenfalls auf der Ausstellung dieses Jahres zu sehen waren die beiden Bilder Apricots und Pomegranates.
Da Moore vor allem mit Aquarellfarben arbeitete, wurde er 1884 zum assoziierten Mitglied der Royal Society of Painters in Water Colours gewählt und stellte regelmäßig bei der Gesellschaft aus. Obwohl Moore an der Royal Academy ab 1857 fast jährlich ausgestellt hatte, wurde er nie zum Mitglied gewählt. Moore führte einen bohèmehaften Lebensstil in seinem Haus in Holland Park in London, das er mit vielen Katzen teilte. The Loves of the Winds and the Seasons war sein letztes Bild, das er wenige Tage vor seinem Tod vollendete. Moore starb im Alter von 52 Jahren in seinem Studio in der Spenser Street im Stadtteil Westminster von London.

## Werk
Albert Joseph Moores frühe Werke wie Elijah’s Sacrifice waren geprägt von den Präraffaeliten. Mitte der 1860er Jahre wandte er sich unter dem Einfluss von Elgin Marbles dem klassischen Stil zu. Sein Romaufenthalt 1862/63 könnte entscheidend zu diesem Stilwechsel beigetragen haben, da seine Arbeiten deutlich zeigen, dass er sich intensiv mit antiken Skulpturen beschäftigt hatte. Seine Werke The Shulamite relating the Glories of King Solomon to her Maidens, Apricots und Pomegranates sind die ersten Werke, die Moore ganz in diesem Stil schuf.
Er spezialisierte sich in den folgenden Jahren auf aufwändig und manchmal durchsichtig bekleidete weibliche Figuren, einzeln oder in Gruppen streng angeordnet. In diesen Bildern vermied Moore jedes erzählerische Moment, sondern bemühte sich ausschließlich um dekorative Arrangements von Figuren, Mustern und Farben. Seine Kunst war im Wesentlichen bestimmt durch klassische Sujets und akademische Ausführung. Moore war aber keineswegs ein archäologischer Maler und bemühte sich auch nicht in seinen Bildern um eine Rekonstruktion des antiken Lebens wie sein Malerkollege Lawrence Alma-Tadema. Er lebte vielmehr künstlerisch in der Welt seiner eigenen Schöpfungen.
In dieser Zeit beeinflussten sich Moore und Whistler gegenseitig. Wie Whistler war Moore ein Kolorist von großer Sensibilität, wobei er seine Farben noch intensiver einsetzte. Moore und Whistler zählten bald zu den führenden Figuren des Ästhetizismus. Daneben war Moore auch ein ausgezeichneter Porträtist, wie seine weniger bekannten Gemälde William Connal, Esq Jr, of Solsgirth und William Moore Jr zeigen.
Zu seinen bekanntesten Gemälden zählen:
- The Shulamite (1864)
- Apricots (1866)
- Pomegranates (1866)
- The Quartette (1869)
- Sea Gulls (1871)
- Follow-my-Leader (1873)
- Shells (1874)
- Beads (1875)
- Topaz (1879)
- Rose Leaves (1880)
- Yellow Marguerites (1881)
- Blossoms (1881)
- Dreamers (1882)
- Reading Aloud (1884)
- Silver (1886)
- Midsummer (1887)
- A River Side (1888)
- A Summer Night (1890)
- Lightning and Light (1892)
- An Idyll (1893)
- An Open Book
- The Loves of the Winds and the Seasons (1893)

Zahlreiche Bilder befinden sich heute in öffentlichen Sammlungen, darunter Blossoms in der Tate Gallery of British Art, A Summer Night in der Liverpooler Walker Art Gallery, Dreamers in der Birmingham Museums & Art Gallery, Beads in der Scottish National Gallery und An Open Book im Victoria and Albert Museum in South Kensington.